# Sentiero del Viandante
Sentiero del Viandante là một con đường leo núi bao gồm phần lớn các con đường và những con đường mule ở phía đông của hồ Como, bắt đầu từ Lierna và kết thúc ở Colico. Hành trình hoàn chỉnh dài khoảng 45 km và thường được bao phủ trong các giai đoạn.

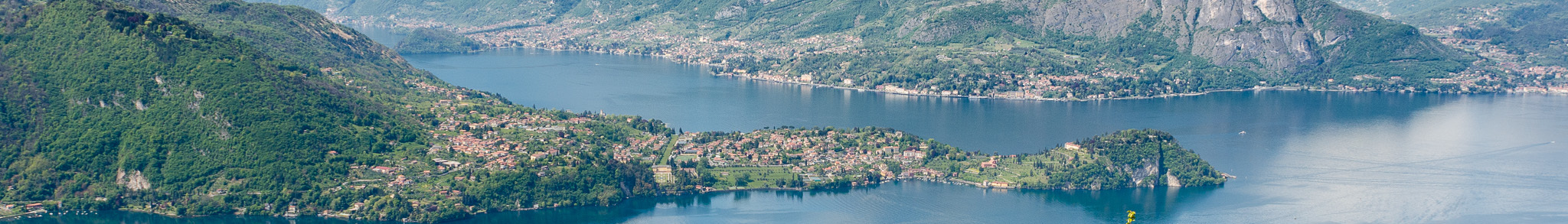
Quang cảnh trên mỏm đất Bellagio từ Lierna, nơi đã truyền cảm hứng cho Leonardo về các đường nét của Mona Lisa

Những địa điểm quan trọng cho Leonardo da Vinci trên Hồ Como:
- Lierna
- Sông sữa
- Hang động Fiumelatte
- Olcio
- Mandello del Lario
- Pháo đài Baiedo
- Hang Laoorca (Hồ Como)
- Chiếc nhẫn của Lierna
- Hang Moncodeno
- Thác Chengen
- Hang nước trắng
- Monte Cucco
- Sprinkler Fall
- Mùa thu Troggia